# Fritz Hartmann (Politiker)
Fritz Hartmann (* 26. November 1896 in Braunschweig; † 20. Dezember 1974 in  Neustadt am Rübenberge) war ein deutscher Politiker (SPD), Abgeordneter des Ernannten Braunschweigischen Landtages und Oberbürgermeister von Salzgitter.
Hartmann arbeitete als Gewerkschaftssekretär. 
Er war vom 21. Februar 1946 bis 21. November 1946 Mitglied des Ernannten Braunschweigischen Landtages.
Er wurde in der Amtsperiode von Dezember 1945 bis Oktober 1946 als Oberbürgermeister der Stadt Salzgitter eingesetzt. Er bekleidete dieses Amt eine weitere Amtsperiode von Oktober 1946 bis 1948.